# 西肯塔基大學
西肯塔基大學（英語：Western Kentucky University）是位于美国肯塔基州鮑靈格林的一所公立大学，由肯塔基州政府創立於1906年，前身是1876年成立的私立格拉斯哥師範和商學院（Glasgow Normal School and Business College）。

## 學術
該大學下分五個學院：

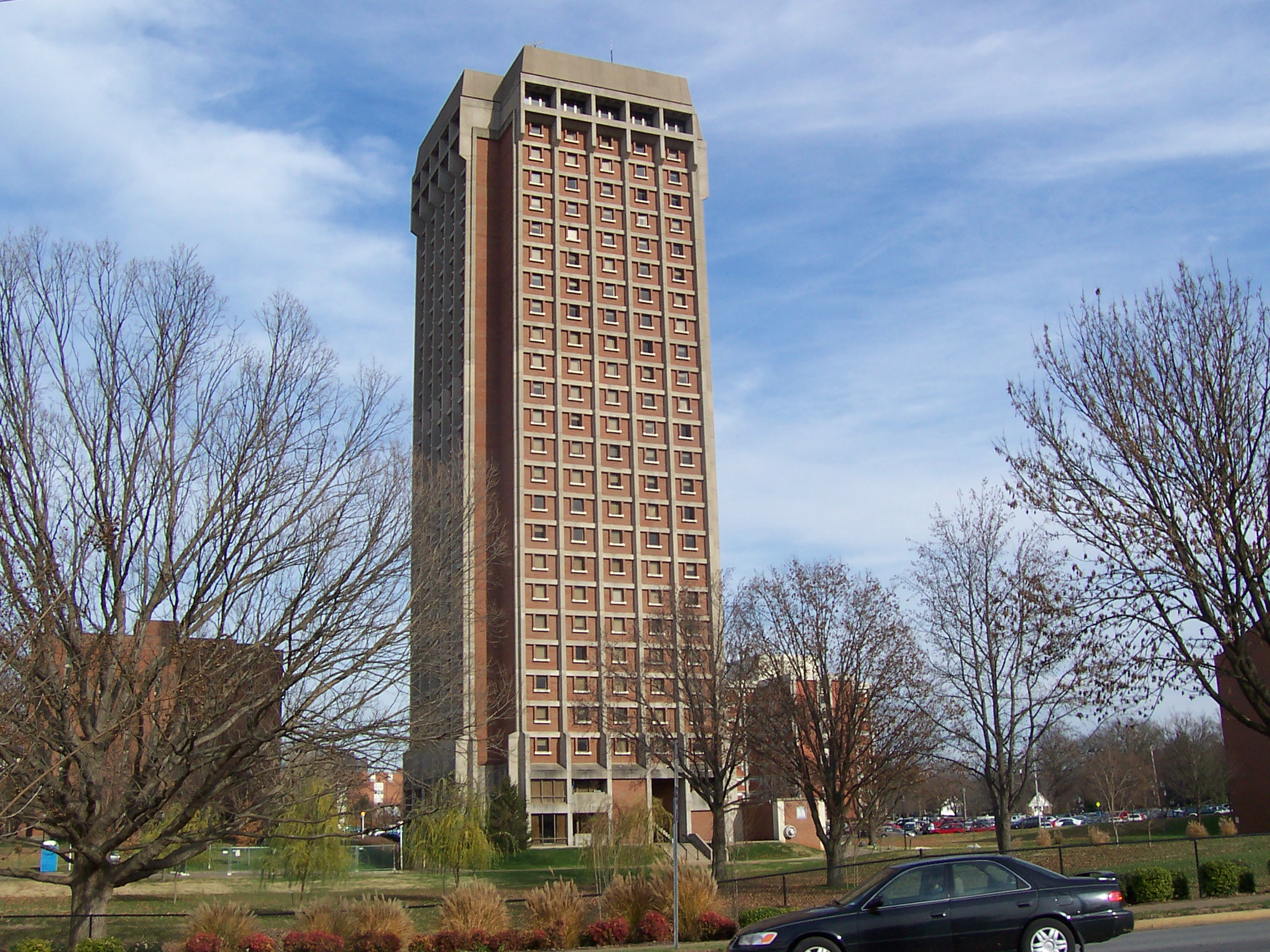
Pearce-Ford Tower是該大學最大學生宿舍

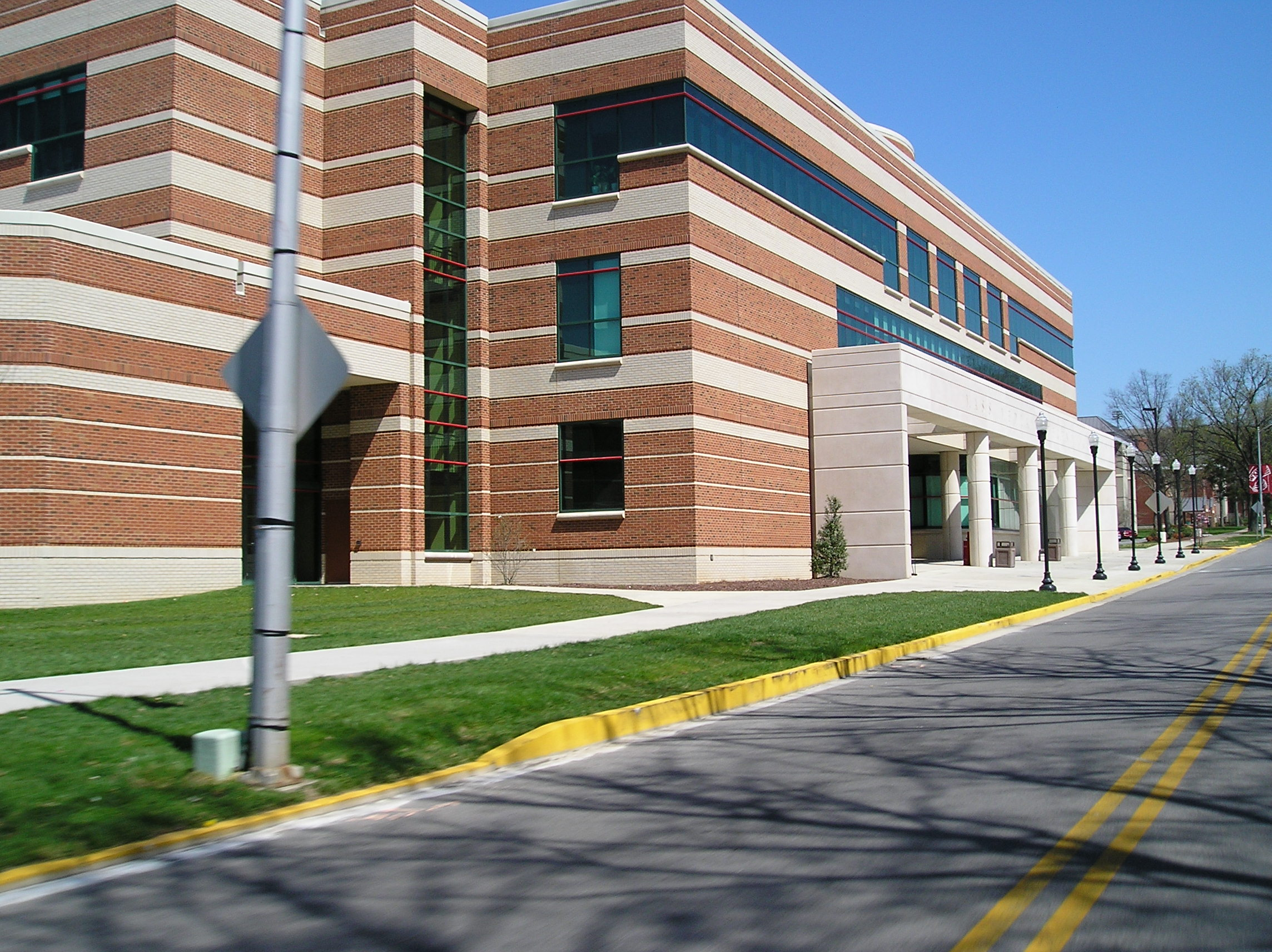
Mass Media and Technology Hall

- 教育和行為科學院（The College of Education and Behavioral Sciences）
- 戈登福德商學院（The Gordon Ford College of Business）
- 奧格登科學和工程學院（Ogden College of Science And Engineering）
- 波特藝術和文學學院（Potter College of Arts and Letters）
- 健康和人文學院（The College of Health and Human Services）

它是美國南部地區較好的大學之一，全國排名依排名機構的不同而有較大差別。